# Julian Hilliard
Julian Hilliard (Dallas, 20 juni 2011) is een Amerikaanse kindacteur.

## Carrière
Hilliard is de zoon van actrice Arianne Martin en filmproducent en regisseur Justin D. Hilliard. Nadat hij door de agent van zijn moeder was gebruikt in een reclamefilmpje, werd hij een paar maanden later gecast in zijn eerste filmrol en kort daarna eerste tv-rol in de Netflix-serie The Haunting of Hill House als de jongere versie van het personage Luke Crain. Deze rol leverde hem een nominatie op voor een Young Artist Award. 
Na The Haunting of Hill House volgden andere rollen in horrorfilms en series zoals: Color Out of Space, waarin hij de jongste zoon van de hoofdpersoon speelde,  Penny Dreadful: City of Angels en The Conjuring: The Devil Made Me Do It. In 2021 speelde Hilliard de rol van een 10-jarige Billy Maximoff in de televisieserie voor de streamingdienst Disney+ WandaVision. Hilliard keerde terug als een alternatieve versie van deze rol voor de film Doctor Strange in the Multiverse of Madness uit 2022.

## Filmografie

### Film
- 2018: Never Goin 'Back, als jongen aan het diner
- 2019: Greener Grass, als Julian
- 2019: Color Out of Space, als Jack Gardner
- 2021: The Conjuring: The Devil Made Me Do It, als David Glatzel
- 2022: Doctor Strange in the Multiverse of Madness, Billy Maximoff

### Televisie
- 2018: The Haunting of Hill House, als jonge Luke Crain (10 afleveringen)
- 2020: Penny Dreadful: City of Angels, als Tom Craft (9 afleveringen)
- 2021: WandaVision, als Billy Maximoff (5 afleveringen, terugkerende rol)